# Dobersberg
Dobersberg là một đô thị thuộc huyện Waidhofen an der Thaya trong bang Niederösterreich, Áo.